# Digitales Belegwesen
Das digitale Belegwesen ist im Rechnungswesen die Digitalisierung von Belegen und deren Datenspeicherung.

## Verarbeitung
Elektronische Rechnungen und OCR-Erkennung bilden die Grundlage der automatischen Belegverarbeitung in der heutigen Finanzbuchhaltung. Im digitalen Belegwesen werden relevante Belege digitalisiert (z. B. per Belegleser oder Scanner) und in die Buchhaltungssysteme übernommen. Dort können sie dann, teilweise automatisch, bearbeitet werden. Dabei ist darauf zu achten, dass die fiskalischen Regeln für das manipulationssichere Speichern der gescannten Belege eingehalten werden. Zunehmend werden Geschäftsvorfälle zwischen Unternehmen auch vollständig digital abgewickelt, so dass eine Digitalisierung von Belegen entfällt (beispielsweise der Inlandszahlungsverkehr durch Online Banking).
In Kleinunternehmen ohne eigene Buchhaltung werden Barzahlungsbelege/Kassenbelege/Quittungen durch den Klienten selbst per Fax, E-Mail oder Mobile-App (z. B. atmin) an einen Steuerberater oder eine Buchführungsfirma (DATEV) übermittelt. Die Originale behält der Mandant. Rechnungseingänge und -ausgänge können im Wegen der Datenübermittlung übertragen werden oder der Steuerberater erhält sie aus dem Fakturierungsprogramm des Mandanten. Bankbewegungsdaten werden Bestandteil der Buchführung, indem sie elektronisch in Form des digitalen Kontoauszugs direkt von der Bank übermittelt werden.
Danach können sowohl Steuerberater als auch Mandant per verschlüsseltem Netz-Zugang auf die Daten zugreifen. Eine Smartcard bzw. ein USB-Stick mit Smartcard sorgt für die notwendige Sicherheit der Authentifizierung.